# Otostigmus volcanus
Otostigmus volcanus är en mångfotingart som beskrevs av Chamberlin 1955. Otostigmus volcanus ingår i släktet Otostigmus och familjen Scolopendridae. Inga underarter finns listade i Catalogue of Life.